# Vidas em Jogo
Vidas em Jogo est une telenovela brésilienne diffusée en 2011-2012 sur RecordTV.

## Synopsis
L'histoire se déroule à Rio de Janeiro. Rita Monteiro est une femme sans-toit qui a toujours travaillé dur dans la vie, elle vit dans un immeuble envahi par des familles pauvres et partage sa vie entre son travail de pâtissière et son rêve de devenir une danseuse. À 18 ans elle a été expulsée de la maison par son père, Adalberto, qui frappe constamment sa femme, Alzira, Adalberto n'étant pas d'accord avec son rêve , craignant que cela pousse sa fille vers la prostitution – Cette peur venant du fait qu'Alzira ait été une prostituée avant, un secret dont Rita ignore.
Rita est secrètement amoureuse de son ami Francisco Pereira, qui habite lui aussi dans l'immeuble et n'a jamais cessé de rechercher ses deux frères cadets, qui ont disparu après le décès de leurs parents. Il est le chauffeur de la femme d'affaires Regina Camargo-Leal et sort en cachette avec sa fille, Patrícia, qui se sert de lui que pour son plaisir personnel, car elle a honte de sa situation sociale, mas finit par tomber enceinte de lui. Regina ne se soucie que du bien être de ses filles Patricia et Tatiana, elle est aussi la propriétaire de l'immeuble envahi et tente par tous les moyens de virer les sans-toits à l'aide de l'ex-policier Cleber Pedroso, un homme qui ne règle ses comptes que par la violence. Francisco fait partie d'une bande nommée "La Bande de l'amitié" , formé par dix grands amis d'origine humble, qui jouent au loto une fois par semaine.
Les membres de la bande sont: Carlos Batista, un ex-policier sans-toit qui cache tous ses secrets du passé, il élève les enfants de rue Wellington et Grace comme si c'était les siens. Andrea Diniz, une femme qui travaille comme chauffeur de taxi et est déterminée à éradiquer le sexisme de ce métier et démanteler le réseau de taxis clandestins qui s'est installé à Rio de Janeiro , elle vit un mariage de rêve avec Lucas Coelho. Marizete Bastos est la meilleure amie de Francisco et la maîtresse de maison chez Regina, elle rêve d'être une femme de la haute société comme sa patronne. Belmiro Aguiar est fondateur de la bande et le président d'un club amateur de football. Il vit en conflit avec sa fille Fátima car cette dernière n'a jamais accepté qu'il s'est remarié avec Hermezinda. Severino Bandeira est le propriétaire du restaurant "Coin de Séverino" où tous se réunissent pour les tirages du loto e n'imagine pas que sa femme, Divina, a une liaison extra-conjugale avec le vendeur de hot-dog du quartier, Ernesto. Margarida Fonseca est la cuisinière du restaurant, elle souffre de surpoids, qui occasionne sa baisse de moral. Augusta Andrade est la propriétaire de la pâtisserie "Douce et Danse" où Rita travaille, Augusta cache à tout son entourage, le fait d'être une transsexuelle, son fils Raimundo qu'ignore qu'Augusta est son père biologique, la rejette car il ne veut pas que ses amis riches apprennent qu'il est fils d'une femme de classe moyenne. Marialice, la meilleure amie de Rita, travaille aussi dans la pâtisserie considère Augusta comme sa mère, elle est amoureuse du cascadeur Jorge Domingos, autre membre de la bande, qui aime séduire les femmes.
Le dernier membre de la bande est le voyou Ivan, passionnée des jeux d'argent qui a toujours des ennuis avec des parieurs et endetté jusqu'au cou avec un usurier, Betao qui le ménace de mort. Dans l'espoir de gagner le tirage de Nouvel an, qui accumule la valeur la plus élevée: 200 millions de réaux, les membres créent un pacte: s'ils gagnent, chacun des 10 gagnants va déposer la moitié de leur part (10 millions de réaux sur 20 millions) dans une épargne, qui ne pourra être remise que si le membre en question atteint des objectifs personnels établis par eux-mêmes dans un délai d'un an, Le total de 100 millions de réaux épargné serait donc divisé parmi ceux qu'ont accompli leur mission. Por ironie du sort, les amis gangent les 200 millions. Après avoir su que Francisco est millionnaire, Regina conseille Patrícia a ne plus avorter l'enfant, pour avoir un héritier millionnaire, montrant son côté machiavélique car son but sera de ruiner la vie des 9 autres intégrants de la bande pour qu'ils n'accomplissent pas leurs objectifs, et ainsi le père de son petit-fils accumulera plus d'argent pour soi, intervenant aussi contre Rita pour qu'elle s'éloigne de Francisco et laisse le chemin libre à sa fille Patricia. De plus, les membres de la bande changent de comportement, en mettant la richesse avant l'amitié et montrant combien l'argent peut transformer les gens, Les missions de chaque membre de la bande sont:
- Francisco: Retrouver ses frères et habiter ensemble.
- Carlos: Scolariser Wellington et Grace, qui n'ont jamais pu accéder à l'école.
- Andrea: Devenir présidente d'un réseau de taxi et faire marcher son affaire.
- Margarida: Maigrir sans intervention chirurgicale.
- Augusta: Dépenser de l'argent donc être moins radin.
- Severino: Prendre des vacances avec sa femme et ses enfants (car il ne vit que pour son travail)
- Marizete: Être une bonne patronne
- Jorge: Fonder son école pour des jeunes cascadeurs
- Ivan: Travailler de forme légale et honnête
- Belmiro: Faire son club de foot, Cariocas FC devenir une équipe professionnelle

## Acteurs et personnages
| Ator                | Personagem                             |
| ------------------- | -------------------------------------- |
| Guilherme Berenguer | Francisco Pereira                      |
| Thaís Fersoza       | Patricia Camargo Leal                  |
| Vanessa Gerbelli    | Divina Bandeira                        |
| Leonardo Vieira     | Ernesto Lopes                          |
| Julianne Trevisol   | Rita Monteiro                          |
| Beth Goulart        | Regina Camargo Leal                    |
| Sandro Rocha        | Cleber Pedroso                         |
| Denise Del Vecchio  | Augusta Figueira (Augusto)             |
| Luciana Braga       | Fátima Magalhães                       |
| Lucinha Lins        | Alzira "Zizi" Monteiro                 |
| Paulo César Grande  | Severino Ramos                         |
| Betty Lago          | Marizete Bastos                        |
| André Di Mauro      | Carlos Batista                         |
| Simone Spoladore    | Andrea Vasconcellos                    |
| Marcos Pitombo      | Lucas Ferreira                         |
| Ricky Tavares       | Wellington Barbosa/Batista             |
| Sílvio Guindane     | Ivan Marcondes (saisons 1-6)           |
| Luiz Guilherme      | Adalberto Monteiro                     |
| Amandha Lee         | Margarida Fonseca                      |
| Cláudio Heinrich    | Elton Fontoura (saisons 1-10)          |
| Rômulo Arantes Neto | Raimundo Figueira                      |
| Ricardo Petraglia   | Belmiro Silveira (saisons 1-5)         |
| Bia Montez          | Hermezinda "Hermê" Perez (saisons 1-5) |
| Mário Gomes         | Dr. Maurício Dourado (saisons 1-7)     |
| Sacha Bali          | Jorge Domingos                         |
| Letícia Colin       | Juliana Brandão                        |
| Marcela Barrozo     | Ana Cláudia "Cacau" Magalhães/Barbosa  |
| Gabriela Moreyra    | Marialice Pinheiro                     |
| Felipe Martins      | José "Zé" Rodrigues                    |
| Nill Marcondes      | Vinícius Rocha                         |
| Adriano Garib       | Edimilson Magalhães                    |
| Giovana Falcão      | Grace Barbosa                          |
| César Pezzuoli      | Dr. Guilherme                          |
| Aline Fanju         | Roseli Farias                          |
| Guilherme Prates    | Daniel Bandeira                        |
| Adriano Pettermann  | Valdisnei Soares                       |
| Manoelita Lustosa   | Nelize Figueiredo (saisons 6-11)       |
| Cláudia Alencar     | Adalgisa Figueira (saisons 3-9)        |
| Sílvia Bandeira     | Suzana Carvalho (saisons 5-9)          |
| Pedro Malta         | Marcolino Pereira (saisons 6-11)       |
| Henrique Ramiro     | Edmundo Pereira (saisons 6-11)         |
| Júlia Tanus         | Jaqueline Bandeira                     |
| Shaila Arsene       | Tatiana "Tati" Camargo Leal            |
| Tati Zig            | Lúcia Coutinho                         |
| Flávio Siqueira     | Fabinho Galvão (saisons 2-11)          |
| Janaína Moura       | Marta (saisons 2-11)                   |
| Alexia Garcia       | Dila (saisons 2-11)                    |
| Gustavo Ottoni      | Renato Docena (saisons 3-11)           |
| Alan de Oliveira    | Zacarias                               |
| Diego Marques       | Ricardo                                |
| Felipe Miguel       | Ângelo                                 |
| Igor Pontes         | Durval                                 |
| Marco Audino        | Jamil                                  |
| Patrick Dadalto     | Osvaldo                                |
| Rafael Andrade      | Saulo                                  |

## Tableau de présence
| Acteur              | Personnage                          | Saison     | Saison     | Saison     | Saison     | Saison     | Saison     | Saison     | Saison     | Saison     | Saison     | Saison     |
| Acteur              | Personnage                          | 1          | 2          | 3          | 4          | 5          | 6          | 7          | 8          | 9          | 10         | 11         |
| ------------------- | ----------------------------------- | ---------- | ---------- | ---------- | ---------- | ---------- | ---------- | ---------- | ---------- | ---------- | ---------- | ---------- |
| Guilherme Berenguer | Francisco Pereira                   | Principale | Principale | Principale | Principale | Principale | Principale | Principale | Principale | Principale | Principale | Principale |
| Thais Fersoza       | Patricia Camargo-Leal               | Principale | Principale | Principale | Principale | Principale | Principale | Principale | Principale | Principale | Principale | Principale |
| Julianne Trevisol   | Rita Monteiro                       | Principale | Principale | Principale | Principale | Principale | Principale | Principale | Principale | Principale | Principale | Principale |
| Beth Goulart        | Regina Camargo-Leal                 | Principale | Principale | Principale | Principale | Principale | Principale | Principale | Principale | Principale | Principale | Principale |
| André Di Mauro      | Carlos Batista                      | Principale | Principale | Principale | Principale | Principale | Principale | Principale | Principale | Principale | Principale | Principale |
| Sandro Rocha        | Cleber Pedroso                      | Principale | Principale | Principale | Principale | Principale | Principale | Principale | Principale | Principale | Principale | Principale |
| Luiz Guilherme      | Adalberto Monteiro                  | Principale | Principale | Principale | Principale | Principale | Principale | Principale | Principale | Principale | Principale | Principale |
| Amandha Lee         | Margarida Fonseca                   | Principale | Principale | Principale | Principale | Principale | Principale | Principale | Principale | Principale | Principale | Principale |
| Paulo César Grande  | Severino Bandeira                   | Principale | Principale | Principale | Principale | Principale | Principale | Principale | Principale | Principale | Principale | Principale |
| Vanessa Gerbelli    | Divina Bandeira                     | Principale | Principale | Principale | Principale | Principale | Principale | Principale | Principale | Principale | Principale | Principale |
| Lucinha Lins        | Alzira "Zizi" Monteiro              | Principale | Principale | Principale | Principale | Principale | Principale | Principale | Principale | Principale | Principale | Principale |
| Betty Lago          | Marizete Bastos                     | Principale | Principale | Principale | Principale | Principale | Principale | Principale | Principale | Principale | Principale | Invitée    |
| Denise Del Vecchio  | Augusta Andrade                     | Principale | Principale | Principale | Principale | Principale | Principale | Principale | Principale | Principale | Invitée    | Invitée    |
| Simone Spoladore    | Andrea Diniz                        | Principale | Principale | Principale | Principale | Principale | Principale | Principale | Principale | Récurrente | Invitée    | Récurrente |
| Leonardo Vieira     | Ernesto Lopes                       | Principale | Principale | Principale | Principale | Principale | Récurrent  | Principale | Principale | Principale | Principale | Principale |
| Ricardo Petraglia   | Belmiro Silveira                    | Principale | Principale | Principale | Principale | Principale |            |            |            |            |            |            |
| Sacha Bali          | Jorge Domingos                      | Principale | Principale | Principale | Récurrent  | Récurrent  | Récurrent  | Principale | Principale | Récurrent  | Principale | Principale |
| Silvio Guindane     | Ivan Marcondes                      | Principale | Récurrent  | Récurrent  | Principale | Principale | Récurrent  |            |            |            |            |            |
| Mario Gomes         | Mauricio Dourado                    | Récurrent  | Principale | Principale | Principale | Principale | Récurrente | Récurrente |            |            |            |            |
| Marcos Pitombo      | Lucas Ferreira                      | Récurrent  | Récurrent  | Récurrent  | Principale | Principale | Principale | Principale | Principale | Principale | Principale | Principale |
| Ricky Tavares       | Wellington Viana                    | Récurrent  | Récurrent  | Récurrent  | Récurrent  | Principale | Principale | Principale | Principale | Principale | Principale | Principale |
| Luciana Braga       | Fatima Magalhaes                    | Récurrente | Récurrente | Récurrente | Récurrente | Principale | Principale | Principale | Principale | Principale | Principale | Principale |
| Marcela Barrozo     | Ana Claudia "Cacau" Magalhaes/Viana | Récurrent  | Récurrent  | Récurrent  | Récurrent  | Récurrent  | Principale | Principale | Principale | Principale | Principale | Principale |
| Romulo Arantes Neto | Raimundo Figueira                   | Récurrent  | Récurrent  | Récurrent  | Récurrent  | Récurrent  | Récurrent  | Principale | Principale | Principale | Principale | Principale |
| Leticia Colin       | Juliana Brandao                     | Récurrente | Récurrente | Récurrente | Récurrente | Récurrente | Récurrente | Principale | Principale | Principale | Principale | Principale |
| Claudio Heinrich    | Elton Fontoura                      | Récurrent  | Récurrent  | Récurrent  | Récurrent  | Récurrent  | Récurrent  | Principale | Principale | Principale | Principale |            |
| Felipe Martins      | José "Zé" Rodrigues                 | Récurrent  | Récurrent  | Récurrent  | Récurrent  | Récurrent  | Récurrent  | Principale | Récurrent  | Récurrent  | Récurrent  | Récurrent  |
| Gabriela Moreyra    | Marialice Pinheiro                  | Récurrente | Récurrente | Récurrente | Récurrente | Récurrente | Récurrente | Récurrente | Récurrente | Récurrente | Principale | Principale |
| Guilherme Prates    | Daniel Bandeira                     | Récurrent  | Récurrent  | Récurrent  | Récurrent  | Récurrent  | Récurrent  | Récurrent  | Récurrent  | Récurrent  | Principale | Récurrent  |
| Henrique Ramiro     | Edmundo Pereira                     |            |            |            |            |            | Récurrent  | Récurrent  | Récurrent  | Principale | Récurrent  | Récurrent  |
| Pedro Malta         | Marcolino Pereira                   |            |            |            |            |            | Récurrent  | Récurrent  | Récurrent  | Principale | Récurrent  | Récurrent  |
| Manoelita Lustosa   | Nelize Figueiredo                   |            |            |            |            |            | Récurrente | Récurrente | Récurrente | Principale | Récurrente | Récurrente |
| Liège Muller        | Stella                              |            |            | Invitée    |            |            |            |            |            |            | Récurrente | Principale |
| Adriano Pettermann  | Valdisnei Soares                    | Récurrent  | Récurrent  | Récurrent  | Récurrent  | Récurrent  | Récurrent  | Récurrent  | Récurrent  | Récurrent  | Récurrent  | Récurrent  |
| Aline Fanju         | Roseli Farias                       | Récurrente | Récurrente | Récurrente | Récurrente | Récurrente | Récurrente | Récurrente | Récurrente | Récurrente | Récurrente | Récurrente |
| Julia Tannus        | Jaqueline Bandeira                  | Récurrente | Récurrente | Récurrente | Récurrente | Récurrente | Récurrente | Récurrente | Récurrente | Récurrente | Récurrente | Récurrente |
| Nill Marcondes      | Vinicius                            | Récurrent  | Récurrent  | Récurrent  | Récurrent  | Récurrent  | Récurrent  | Récurrent  | Récurrent  | Récurrent  | Récurrent  | Récurrent  |
| Adriano Garib       | Edmilson Magalhaes                  | Récurrent  | Récurrent  | Récurrent  | Récurrent  | Récurrent  | Récurrent  | Récurrent  | Récurrent  | Récurrent  | Récurrent  | Récurrent  |
| César Pezzuoli      | Guilherme                           | Récurrent  | Récurrent  | Récurrent  | Récurrent  | Récurrent  | Récurrent  | Récurrent  | Récurrent  | Récurrent  | Récurrent  | Récurrent  |
| Shaila Arseni       | Tatiana Camargo-Leal                | Récurrente | Récurrente | Récurrente | Récurrente | Récurrente | Récurrente | Récurrente | Récurrente | Récurrente | Récurrente | Récurrente |
| Tati Zig            | Lucia Coutinho                      | Récurrente | Récurrente | Récurrente | Récurrente | Récurrente | Récurrente | Récurrente | Récurrente | Récurrente | Récurrente | Récurrente |
| Patrick Dadalto     | Osvaldo                             | Récurrent  | Récurrent  | Récurrent  | Récurrent  | Récurrent  | Récurrent  | Récurrent  | Récurrent  | Récurrent  | Récurrent  | Récurrent  |
| Igor Pontes         | Durval                              | Récurrent  | Récurrent  | Récurrent  | Récurrent  | Récurrent  | Récurrent  | Récurrent  | Récurrent  | Récurrent  | Récurrent  | Récurrent  |
| Giovana Echeverria  | Grace Viana                         | Récurrente | Récurrente | Récurrente | Récurrente | Récurrente | Invitée    | Récurrente | Récurrente | Récurrente | Récurrente | Récurrente |
| Bia Montez          | Hermezinda Pérez                    | Récurrente | Récurrente | Récurrente | Récurrente | Récurrente |            |            |            |            |            |            |
| André Ramiro        | Betao                               | Récurrent  | Récurrent  |            |            |            |            |            |            |            |            |            |
| Alexia García       | Dila                                |            | Récurrent  | Récurrent  | Récurrent  | Récurrent  | Récurrent  | Récurrent  | Récurrent  | Récurrent  | Récurrent  | Récurrent  |
| Janaina Moura       | Marta                               |            | Récurrente | Récurrente | Récurrente | Récurrente | Récurrente | Récurrente | Récurrente | Récurrente | Récurrente | Récurrente |
| Flavio Siqueira     | Fabinho Galvao                      |            | Récurrent  | Récurrent  | Récurrent  | Récurrent  | Récurrent  | Récurrent  | Récurrent  | Récurrent  | Récurrent  | Récurrent  |
| Gustavo Ottoni      | Renato Docena                       |            |            | Récurrent  | Récurrent  | Récurrent  | Récurrent  | Récurrent  | Récurrent  | Récurrent  | Récurrent  | Récurrent  |
| Claudia Alencar     | Adalgisa                            |            |            | Récurrente | Récurrente | Récurrente | Récurrente | Récurrente | Récurrente | Récurrente |            |            |
| Rodrigo Vahia       | Joaquim                             |            |            | Récurrente |            |            | Invité     | Récurrent  | Récurrent  |            |            |            |
| Silvia Bandeira     | Suzana                              |            |            |            |            | Récurrente | Récurrente | Récurrente | Récurrente | Récurrente |            |            |

## Diffusion
- RecordTV (2011-2012)
- RTP1 / TV Record Europa
- TV Record USA
- TV Record Cabo Verde
- TV Record Angola
- Record Moçambique
- TV Record Japão
- TV Record Europa
- TV Record Moçambique
- Telemicro
- Megavisión Canal 21

### Sources
- (pt) Cet article est partiellement ou en totalité issu de l’article de Wikipédia en portugais intitulé « Vidas em Jogo (telenovela) » (voir la liste des auteurs).